# Грозненский отряд генерала Колесникова
Грозненский отряд — повстанческий казачий отряд, сформированный во время Терского восстания генералом И. Н. Колесниковым.

## Предыстория
В ноябре 1918 года Моздокско-Прохладненский фронт повстанцев рухнул. В обстановке повального отступления недавно принявший на себя командование войсками в Терской области генерал-майор И. Н. Колесников распорядился стягивать силы к станице Щедринской, попутно забирая из станиц вооружение и боеприпасы. 22 ноября Колесников отдал приказ №1, которым свел наличные войска в два конных полка, два пеших батальона и четыре артиллерийские батареи. Тем же приказом Колесников установил абсолютное единоначалие командиров подразделений.